# Martin Pensa
Martin Pensa ist ein kanadischer Filmeditor.

## Leben
Pensa ist seit seiner Kindheit im Filmgeschäft tätig. So war er als Synchronsprecher für Macaulay Culkin und Elijah Wood tätig. Im Jahr 2002 nahm er ein Studium an der Los Angeles Film School auf. In dieser Zeit begann er auch, eigene Kurzfilme zu schreiben und zu inszenieren. Später ließ er sich in Montreal nieder und war in verschiedenen Positionen an Kurzfilmen, Musikvideos und Werbefilme beteiligt. 
2011 war er im Bereich der visuellen Effekte sowie als Schnittassistent an dem Film Café de Flore beteiligt. Diese Produktion bedeutet die erste Zusammenarbeit mit dem Regisseur Jean-Marc Vallée. Zwei Jahre später wiederholte sich diese bei dem Film Dallas Buyers Club. Für diesen erhielten die beiden 2014 eine Oscarnominierung in der Kategorie Bester Schnitt. 2014 folgte mit Der große Trip – Wild eine weitere gemeinsame Produktion.

## Filmografie (Auswahl)
- 2011: Café de Flore
- 2013: Dallas Buyers Club
- 2014: Der große Trip – Wild (Wild)
- 2015: By the Sea
- 2017: Tragedy Girls
- 2017: November Criminals
- 2018: A Million Little Pieces
- 2018: Fast Color – Die Macht in Dir (Fast Color)
- 2019: Togo
- 2022: Fresh
- 2024: Brothers
- 2025: Holland